# Персеус Карлстрем
Персеус Карлстрем (швед. Perseus Karlström; нар. 2 травня 1990) — шведський легкоатлет, який спеціалузіється в спортивній ходьбі.

## Спортивні досягнення
Бронзовий призер чемпіонату світу у ходьбі на 20 кілометрів (2017).
Чемпіон Європи (2024) та срібний призер чемпіонату Європи (2022) у ходьбі на 20 кілометрів.
Учасник Олімпійських ігор (2016).
Переможець серії змагань «IAAF Race Walking Challenge» сезону-2019.
Багаторазовий переможець та призер командних чемпіонатів Європи зі спортивної ходьби (2017—2021).

## Основні міжнародні виступи
| Рік  | Змагання                            | Місто          | Місце | Дисципліна     | Примітки |
| ---- | ----------------------------------- | -------------- | ----- | -------------- | -------- |
| 2007 | Кубок Європи з ходьби               | Лемінгтон      | 31    | ходьба 10 км   | U20      |
| 2007 | Чемпіонат світу серед юнаків        | Острава        | 24    | ходьба 10000 м | U18      |
| 2008 | Кубок світу з ходьби                | Чебоксари      | 33    | ходьба 10 км   | U20      |
| 2008 | Чемпіонат світу серед юніорів       | Бидгощ         | 30    | ходьба 10000 м | U20      |
| 2009 | Кубок Європи з ходьби               | Мец            | 20    | ходьба 10 км   | U20      |
| 2009 | Чемпіонат Європи серед юніорів      | Новий Сад      | 9     | ходьба 10000 м | U20      |
| 2010 | Кубок світу з ходьби                | Чіуауа         | 42    | ходьба 20 км   |          |
| 2011 | Кубок Європи з ходьби               | Ольяу          | DNF   | ходьба 20 км   |          |
| 2011 | Чемпіонат Європи серед молоді       | Острава        | DNF   | ходьба 20 км   |          |
| 2012 | Кубок світу з ходьби                | Саранськ       | 53    | ходьба 20 км   |          |
| 2013 | Кубок Європи з ходьби               | Дудінце        | DNF   | ходьба 20 км   |          |
| 2013 | Універсіада                         | Казань         | 19    | ходьба 20 км   |          |
| 2013 | Чемпіонат світу                     | Москва         | 37    | ходьба 20 км   |          |
| 2014 | Кубок світу з ходьби                | Тайцан         | DNS   | ходьба 20 км   |          |
| 2014 | Чемпіонат Європи                    | Цюрих          | 15    | ходьба 20 км   |          |
| 2014 | DNS                                 | ходьба 50 км   |       |                |          |
| 2015 | Кубок Європи з ходьби               | Мурсія         | 8     | ходьба 20 км   |          |
| 2015 | Чемпіонат світу                     | Пекін          | DNF   | ходьба 20 км   |          |
| 2016 | Командний чемпіонат світу з ходьби  | Рим            | DNF   | ходьба 50 км   |          |
| 2016 | Олімпійські ігри                    | Ріо-де-Жанейро | DNF   | ходьба 20 км   |          |
| 2017 | Кубок Європи з ходьби               | Подєбради      | 3     | ходьба 20 км   |          |
| 2017 | Чемпіонат світу                     | Лондон         | 37    | ходьба 20 км   |          |
| 2018 | Кубок світу з ходьби                | Тайцан         | 8     | ходьба 50 км   |          |
| 2018 | Чемпіонат Європи                    | Берлін         | 20    | ходьба 20 км   |          |
| 2019 | Кубок Європи з ходьби               | Алітус         | 1     | ходьба 20 км   | [ 3 ]    |
| 2019 | Чемпіонат світу                     | Катар          | 3     | ходьба 20 км   | [ 4 ]    |
| 2021 | Командний чемпіонат Європи з ходьби | Подєбради      | 1     | ходьба 20 км   | [ 5 ]    |
| 2021 | Олімпійські ігри                    | Токіо          | 9     | ходьба 20 км   |          |
| 2022 | Командний чемпіонат світу           | Маскат         | 1     | ходьба 35 км   |          |
| 2022 | Чемпіонат світу                     | Юджин          | 3     | ходьба 20 км   |          |
| 2022 | Чемпіонат світу                     | Юджин          | 3     | ходьба 35 км   |          |